# Pandan trwały
Pandan trwały, pochutnik trwały (Pandanus utilis Bory) – gatunek roślin z rodziny pandanowatych (Pandanaceae). Pochodzenie: wilgotne lasy wschodniego Madagaskaru. Strefy mrozoodporności: 10-11. Szeroko rozprzestrzeniony w całej strefie tropikalnej.

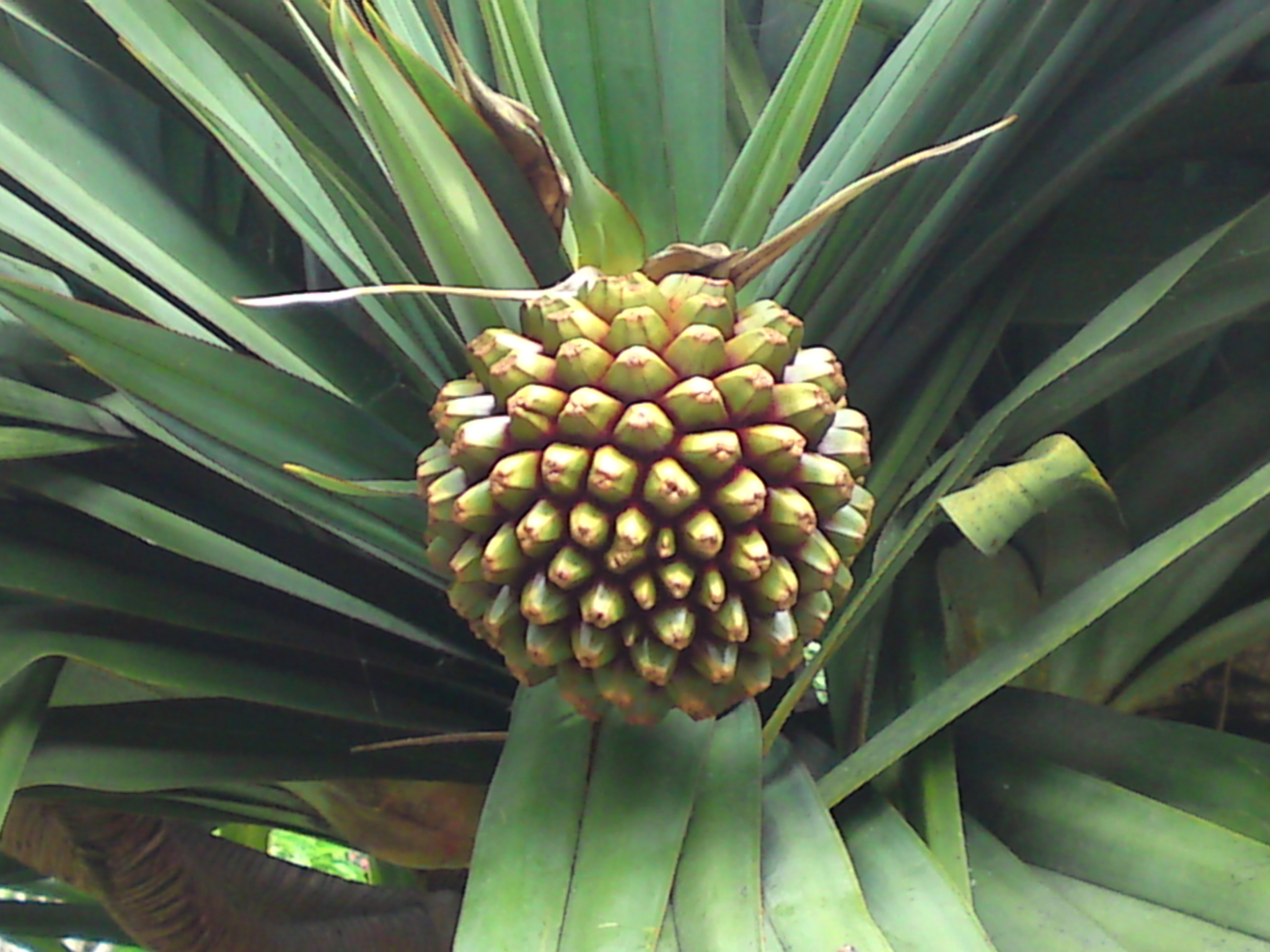
Owoc

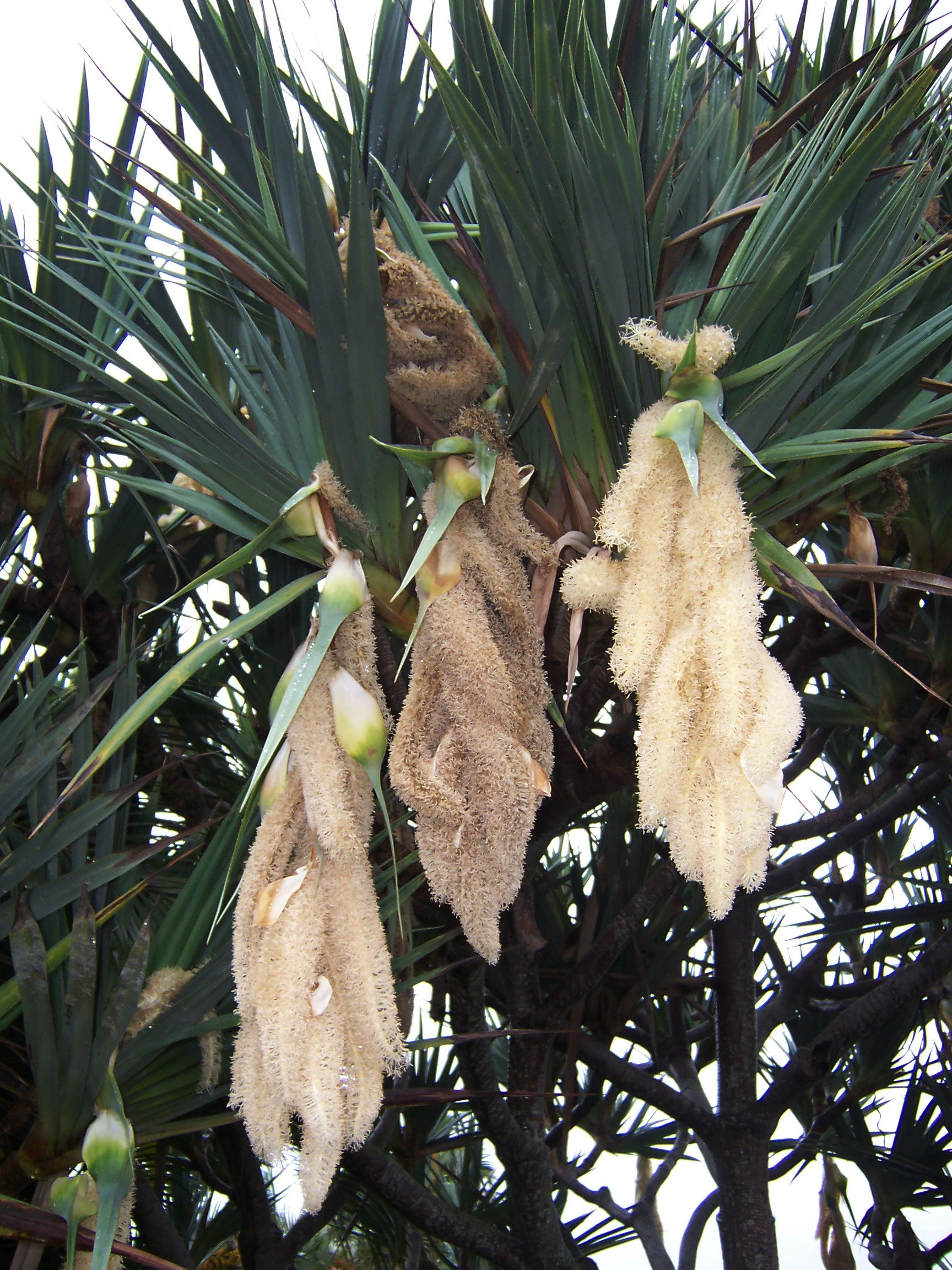
Kwiatostany męskie

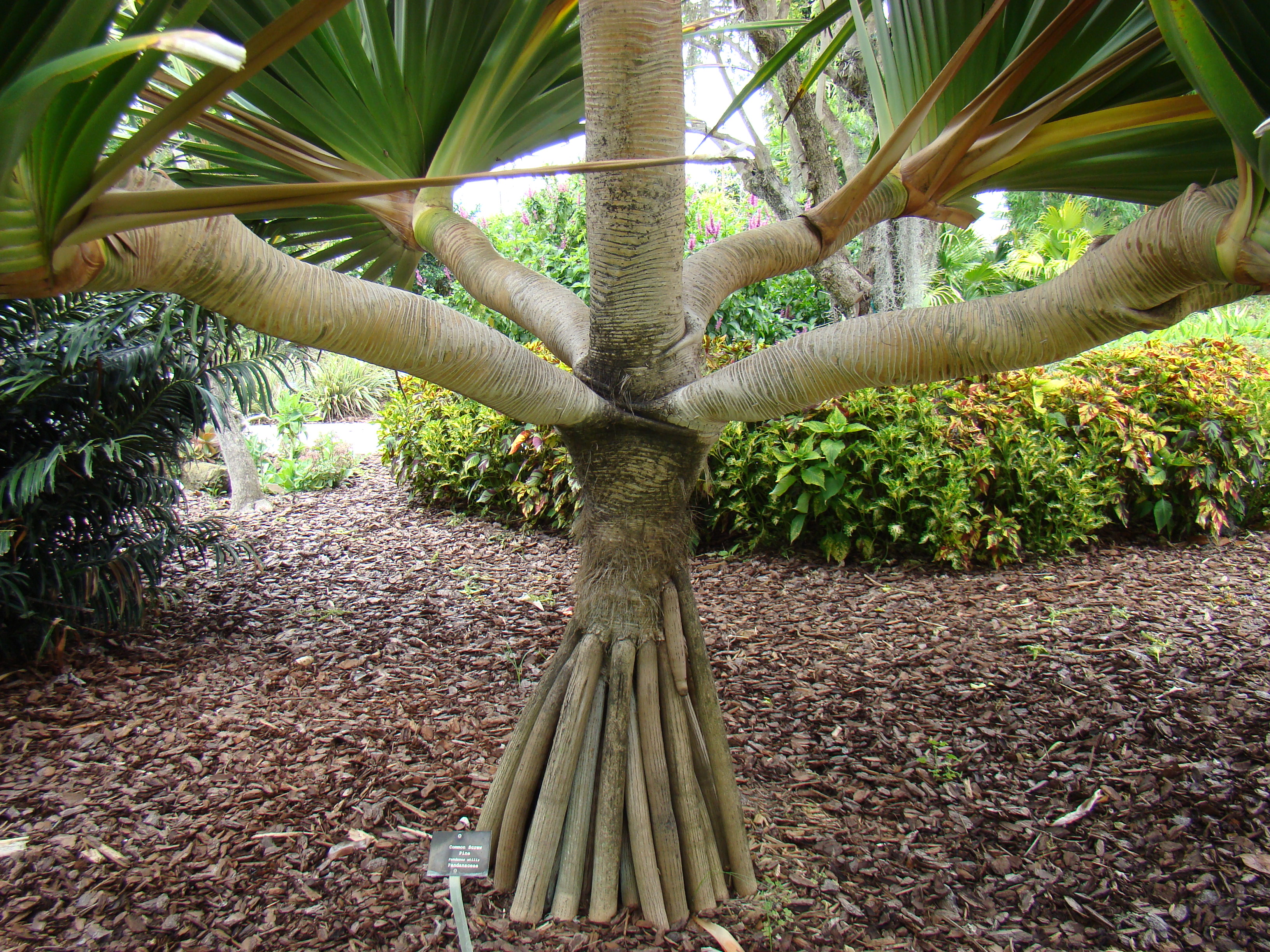
Korzenie przybyszowe

## Morfologia
PokrójRozłożyste, wiecznie zielone drzewo, osiągające wysokość do 20 m. Liczne szczudlaste korzenie przybyszowe. Pień pokryty pierścieniami blizn poliściowych.
LiścieCienko skórzaste, długie, od spodu brązowawe, z wierzchu niekiedy pokryte sinawym nalotem. Blaszki liściowe taśmowate, brzegi kolczasto ząbkowane. kolce czerwone.
KwiatyKwiaty męskie i żeńskie wyrastają na różnych roślinach, kwiatostany męskie o długości do 30 cm, w postaci złożonych wąskich kłosów, mocno pachnące; żeńskie kuliste około 15 cm średnicy, na długich szypułach.
OwoceOkrągławe, przypominające ananasy, drewniejące synkarpium, o średnicy do 25 cm, dojrzałe w kolorze pomarańczowym, złożone z kilkudziesięciu  pojedynczych owoców (nie grup owoców, w przeciwieństwie do podobnego gatunku – pandana połaciowego.

## Zastosowanie
- Z liści pozyskuje się długie, mocne i trwałe włókna, wykorzystywane na plecionki, do wyrobu kapeluszy, toreb, koszy żagli do łodzi rybackich.
- Włókniste korzenie wykorzystywane do wyrobu pędzli.
- Owoce jadalne, ale niezbyt smaczne, po ugotowaniu wykorzystywane do zagęszczania potraw[4].
- Bielmo nasion spożywane po uprażeniu.
- Sadzone na wybrzeżach dla zapobiegania ich erozji[5].